# Da's toch (nie) normaal?!
Da's toch (nie) normaal?! is een campagne van WAT WAT, gelanceerd op 26 februari 2025 in samenwerking met Tumult en het Vlaams Netwerk Kies Kleur tegen Pesten. De campagne richt zich op jongeren tussen 11 en 14 jaar en heeft tot doel hen bewust te maken van online pestgedrag en hen te leren hoe ze hiermee om kunnen gaan.

## Campagneconcept
De campagne benadrukt dat online pestgedrag niet als normaal beschouwd moet worden. Ze biedt jongeren handvatten om te reageren op specifieke pestsituaties en informeert hen over beschikbare hulpbronnen. De lancering vond plaats op de tienerschool in Anderlecht, waar de school werd bedekt met screenshots van online pestsituaties en bijbehorende slogans om de fysieke aanwezigheid van online pestgedrag te illustreren.

## Gezicht van de campagne
Er is geen specifiek individu aangewezen als het gezicht van de campagne. In plaats daarvan wordt de boodschap ondersteund door diverse mediavormen, waaronder video's met influencers zoals Kyano Woutters (alias KassaTicket) en jongeren van LARF!, die hun reacties en tips delen over online pestsituaties.

## Impact
De campagne heeft aandacht gekregen in verschillende media en wordt ondersteund door organisaties die zich inzetten voor jeugd en onderwijs. Het doel is om jongeren te informeren over de ernst van online pestgedrag en hen te voorzien van de nodige tools om dit tegen te gaan.